# Porella urogea
Porella urogea là một loài rêu trong họ Porellaceae. Loài này được (C. Massal.) P.C. Chen mô tả khoa học đầu tiên năm 1965.